# IC 4917/2
IC 4917/2 је спирална галаксија у сазвијежђу Телескоп која се налази на листи објеката дубоког неба у Индекс каталогу.
Деклинација објекта је - 52° 16' 35" а ректасцензија 19h 58m 48,3s. Привидна величина (магнитуда) објекта IC 4917 износи 15,2 а фотографска магнитуда 16,0. IC 49172 је још познат и под ознакама AM 1955-522, PGC 446330.